# قطعه نیم‌رسانای قدرت
قطعه نیم‌رسانای قدرت (انگلیسی: Power semiconductor device) ادواتی نیم‌رسانا هستند که به عنوان کلید یا یکسوساز در الکترونیک قدرت (برای نمونه منبع تغذیه سوئیچینگ) به کار گرفته می‌شوند.

## تاریخچه
نخستین قطعه الکترونیکی که در مدار قدرت به کار رفته شد نسخه اولیه یکسوساز الکتریکی بود که توسط آزمایش‌گر فرانسوی نودن در سال ۱۹۰۴ معرفی شد. این قطعه‌ها برای مدت کوتاهی در بین آزمایش‌گرهای اولیه رادیو محبوب بودند زیرا می‌توانستند از ورقه‌های آلومینیومی و مواد شیمیایی خانگی ساخته شوند. آنها دارای ولتاژ ولتاژ استقامت و بازدهی محدود بودند.

## برای مطالعهٔ بیشتر
- Baliga, B. Jayant. Power Semiconductor Devices. Boston: PWS publishing Company. ISBN 0-534-94098-6.
- Jain, Alok. Power Electronics and Its Applications. Mumbai: Penram International Publishing. ISBN 81-87972-22-X.
- Semikron: Application Manual IGBT and MOSFET Power Modules, 2. Edition, 2015,ISLE Verlag, شابک ‎۹۷۸−۳−۹۳۸۸۴۳−۸۳−۳ PDF-Version
- Arendt Wintrich; Ulrich Nicolai; Werner Tursky; Tobias Reimann (2010), Applikationshandbuch 2015 (PDF) (به آلمانی) (2. ed.), ISLE Verlag, ISBN 978-3-938843-83-3
- Arendt Wintrich; Ulrich Nicolai; Werner Tursky; Tobias Reimann (2015). Application Manual 2015 (PDF) (2. ed.). ISLE Verlag. ISBN 978-3-938843-83-3.